# Liste der Kulturdenkmale in Großpösna

Wappen von Großpösna

In der Liste der Kulturdenkmale in Großpösna sind die Kulturdenkmale der sächsischen Gemeinde Großpösna verzeichnet, die bis Mai 2025 vom Landesamt für Denkmalpflege Sachsen erfasst wurden (ohne archäologische Kulturdenkmale). Die Anmerkungen sind zu beachten.
Diese Aufzählung ist eine Teilmenge der Liste der Kulturdenkmale im Landkreis Leipzig.

## Großpösna
| Bild                                    | Bezeichnung | Lage                                               | Datierung | Beschreibung | ID       |
| --------------------------------------- | --- | -------------------------------------------------- | --- | --- | -------- |
| Direkt Bild zu diesem Denkmal hochladen | Wettinstein (Gedenkstein) | (Gemarkung Oberholz, Flurstück 6) (Karte)          | 1889 | Zur 800-jährigen Regierungsjubiläum des sächsischen Herrscherhaus Wettin, mit eingemeißelten Jahreszahlen 1089–1889 und Inschrift „Wettinplatz“, geschichtlich von Bedeutung | 09258379 |
| Weitere Bilder                          | Sachgesamtheitsbestandteil der Sachgesamtheit Südliches Schlachtfeld 1813: Schlachtfeld mit Straßen- und Wegeverlauf, ehemaligen Schanzen und Sichtbeziehungen | (Flurstücke 310/3, 309/3, 947/1, 951, 952) (Karte) | 1813 | Flächenhaftes Kulturdenkmal für das Kampfgeschehen der Völkerschlacht bei Leipzig, Gedenksteine (Apelsteine) auf dem gesamten Schlachtfeld verteilt, geschichtlich von Bedeutung (siehe auch Sachgesamtheit 09259754, Leipzig, Ortsteil Liebertwolkwitz, An der Trift) | 09299350 |
|                                         | Gedenkstein | (Gemarkung Oberholz, Flurstück 6) (Karte)          | 1894 | 1894 errichtet anlässlich der Waldübergabe 1544 an die Universität Leipzig, geschichtlich von Bedeutung. Inschrift: „Zur Erinnerung an die vor 350 Jahren erfolgte Ueberweisung dieses Waldes an die Universitaet Leipzig durch Kurfuerst Moritz von Sachsen, 22. April 1894“. | 09259904 |
|                                         | Wohnhaus mit Nebengebäude, Vorgarten-Einfriedung und Hofmauer mit Toreinfahrt                                                                                  | Fuchshainer Straße 3 (Karte)                       | Um 1900 (Wohnhaus); bezeichnet mit 1912 (Nebengebäude)                                                                            | Gebäude von ortsbildprägendem Charakter, gründerzeitliche Putzfassade, baugeschichtlich von Bedeutung. Zwei Geschosse, drei Achsen, giebelständig, Satteldach, Fenstergewände, Gesims, Sockel Bruchsteinmauerwerk, Vorbau mit Holz verkleidet. | 09259890 |
| Direkt Bild zu diesem Denkmal hochladen | Gedenktafel an einem Haus | Hauptstraße 21 (Karte)                             | Bezeichnet mit 1849 | Zur Erinnerung an den Hofbrand, ortsgeschichtlich von Bedeutung, Wohnhaus selbst kein Denkmal | 09259876 |
| Weitere Bilder                          | Pfarr- und Gemeindehaus, ehemalige Schule | Hauptstraße 25 (Karte)                             | 1950er Jahre | In markanter Lage, Putzfassade im Stil der 1950er Jahre, im Kern wohl älter (ehemalige Schule des Ortes), ortsgeschichtlich von Bedeutung. Zwei Geschosse, sieben Achsen, Satteldach, traufständig, Fenster- und Türgewände, Dachausstiege, Fenster original, Fassade zum Teil nach Sanierung verändert, im Erdgeschoss 2015 Gemeinderaum ausgebaut. | 09259898 |
| Weitere Bilder                          | Lutherkirche mit Ausstattung und Kirchhof mit Einfriedung und Gedenkstein                                                                                      | Hauptstraße 27 (Karte)                             | Um 1150 (Kirche); bezeichnet mit 1673 (Empore); 1. Hälfte 17. Jahrhundert (Patronatsloge); 17. Jahrhundert (Kanzel); 1830 (Orgel) | Spätromanische Chorturmkirche, baugeschichtlich, ortsgeschichtlich und ortsbildprägend von Bedeutung. - Kirche: Saal mit schmalen, hohen Flachbogenfenstern und Satteldach, Turm eingezogen, zweigeschossig mit Walmdach, davor gedrungene Apsis, Saal flach gedeckt, zwei Anbauten auf der Nordseite, 1670–1683 großer Umbau - Gedenktafel von 1870 an der Kirche - Gedenkstein für die verstorbenen Mitglieder des Männergesangsvereins, errichtet 1930 | 09259875 |
| Weitere Bilder                          | Herrenhaus des Rittergutes, Reste der Einfriedungsmauer und Torpfeiler                                                                                         | Im Rittergut 1 (Karte)                             | 1769 Dendro | Herrenhaus ein barocker Putzbau mit Mansarddach und schönen Portalen, Bestandteil der historischen Ortskernbebauung, bemerkenswerte Gutsmauer in Lehmbauweise, Torpfeiler mit Kugelbekrönung, bau- und ortsgeschichtlich von Bedeutung. Zwei Geschosse, neun Achsen, Mansarddach, Dachausstiege, Fenster im ersten Obergeschoss original, Fenster im Erdgeschoss neu, Eingänge als Portal gestaltet (rechter Eingang zugemauert) mit Türgewänden aus Porphyr, Wappen über dem rechten (zugemauerten) Eingang, heute Sitz der Gemeindeverwaltung (Rathaus). | 09259878 |
|                                         | Wohnhaus | Mühlweg 4 (Karte)                                  | 1930 laut Auskunft | Interessante Putzfassade, zeittypisches Gebäude der 1920/1930er Jahre mit originalen Details (Spitzbogenfenster, Standerker), baugeschichtlich von Bedeutung. Zwei Geschosse, Satteldach, Fenster original, Dachstuhl original. Innen: originales Treppenhaus, keine wesentlichen Veränderungen im Bereich des Treppenhauses. Sanierung mit denkmalschutzrechtlicher Zustimmung. | 09259901 |
| Weitere Bilder                          | Völkerschlacht bei Leipzig: Apelstein Nr. 8 (V) | Querstraße 45 (neben) (Karte)                      | Bezeichnet mit 1863, gesetzt 1861                                                                                                 | Gedenkstein zur Erinnerung an die Kämpfe der Völkerschlacht bei Leipzig 1813, 24.000 Mann unter Klenau gegen Truppen unter Marschall Jacques MacDonald, geschichtlich von Bedeutung. Falsche Korpsbezeichnung, richtig IV. Korps. | 09259889 |
| Weitere Bilder                          | Bahnhaltepunkt Großpösna-Oberholz | Rudolf-Breitscheid-Straße 32 (neben) (Karte)       | 1887 | Weitestgehend bauzeitlich erhaltenes Bahnhofsgebäude mit Wartehalle der Bahnstrecke Leipzig–Geithain (Streckennummer 6366; sä. LG), eisenbahngeschichtlich von Bedeutung. Ein Geschoss, originale Fenster, Fachwerk-Konstruktion (Überdachung), mit Seitenanbau (Gleisbildstellwerk, 1970er Jahre). Um 1890 an der Eisenbahnstrecke Leipzig–Lausigk–Geithain (Streckennummer 6366, sä. LG) als Haltestelle für den öffentlichen Personen- und Gepäckverkehr eingerichtet, ab 1914 ausgebaut (Schnell- und Eilzüge nach Chemnitz wurden über diese Strecke geleitet, Zugkreuzungen- und Überholungen durch ein zweites Gleis vorgenommen). Es erhielt eine Nutzlänge von 590 m. Gleichzeitig mit dem zweiten Gleis entstand das Stellwerk, dessen Reste nur noch zu erahnen sind, sowie Bahnsteig und Wartehalle (beides abgebrochen). In den 1980er Jahren Technik ausgebaut, das zweite Gleis später entfernt, die Fahrkartenausgabe geschlossen, seit 1996 Vereinsheim, 1996 und 2009 Fassadengestaltung, 2003 Pflaster (noch 1996 mit Holzpflaster) erneuert. | 09259900 |
|                                         | Wohnhaus und daran angebautes Stallgebäude eines landwirtschaftlichen Instituts (Universität Leipzig, Lehr- und Versuchsgut Oberholz)                          | Rudolf-Breitscheid-Straße 38 (Karte)               | 1892–1893 | Kurfürst Moritz schenkte 1544 das Oberholz der Universität Leipzig, Ende des 19. Jahrhunderts Verlegung des Landwirtschaftlichen Instituts der Universität nach Großpösna, zeittypische Klinkerfassade, regionalgeschichtlich von Bedeutung | 09305923 |
| Direkt Bild zu diesem Denkmal hochladen | Gedenkstein für Oberförster Weiske (Weiske-Gedenkstein) | Rudolf-Breitscheid-Straße 38 (bei) (Karte)         | Nach 1923 | Ortsgeschichtlich von Bedeutung, Gedenkstein für Oberförster Weiske (1884–1923) | 09259903 |
|                                         | Transformatorenturm | Rudolf-Breitscheid-Straße 38 (neben) (Karte)       | Nach 1900 | Aufwendig gestalteter gelber Klinkerbau, technikgeschichtlich von Bedeutung | 09305924 |

## Dreiskau-Muckern
| Bild                                    | Bezeichnung | Lage                             | Datierung                                                                                         | Beschreibung | ID       |
| --------------------------------------- | --- | -------------------------------- | ------------------------------------------------------------------------------------------------- | --- | -------- |
|                                         | Wohnhaus | Am Anger 4 (Karte)               | Um 1800                                                                                           | Ländliches Wohnhaus, gut erhaltener Fachwerkbau aus der Zeit um 1800 am Ortseingang, baugeschichtlich von Bedeutung. Putzfassade, Satteldach, verputzt, Fachwerk-Obergeschoss, zwei Geschosse, Frackdach, traufständig, alter Dachstuhl, alte Fenster, originale Haustür. | 08970436 |
| Direkt Bild zu diesem Denkmal hochladen | Gasthof Muckern | Am Anger 5 (Karte)               | 1. Hälfte 19. Jahrhundert                                                                         | Obergeschoss Fachwerk, in markanter Lage im Dorf, ortsgeschichtlich von Bedeutung | 09305921 |
| Direkt Bild zu diesem Denkmal hochladen | Wohnstallhaus, Einfriedung, Toreinfahrt und Hofpflasterung eines Dreiseithofes | Am Anger 6 (Karte)               | Um 1800                                                                                           | Bestandteile einer für den Ort charakteristischen Hofanlage, Bauernhaus mit Fachwerk im Obergeschoss, baugeschichtlich von Bedeutung. Zwei Geschosse, giebelständig, vermutlich Lehm-Erdgeschoss, Satteldach, alter Dachstuhl, neuere Ziegel, Fenster neu (gut). | 08970403 |
| Direkt Bild zu diesem Denkmal hochladen | Wohnhaus | Am Anger 7 (Karte)               | Um 1800                                                                                           | Ländliches Wohnhaus, ortstypischer Fachwerkbau in exponierter Lage, baugeschichtlich von Bedeutung. Putzfassade, Sichtfachwerk-Obergeschoss, Krüppelwalmdach, zwei Geschosse, Staken-Lehm-Flecht-Ausfachung, Dach und Fenster neu. Nebengebäude durchschnittlich (kein Denkmal). | 08970437 |
|                                         | Wohnstallhaus eines Bauernhofes | Am Anger 8 (Karte)               | Um 1800                                                                                           | Ortsbildprägender Fachwerkbau mit Lehm-Erdgeschoss, baugeschichtlich von Bedeutung. Erdgeschoss Lehm, Fachwerk-Obergeschoss, sichtbar, wird zurzeit saniert, Dach und Fenster werden erneuert, Fensterläden im Erdgeschoss alt, Schleppdach, darunter Ziegelmauerwerk im Erdgeschoss. | 08970402 |
| Direkt Bild zu diesem Denkmal hochladen | Wohnhaus, Seitengebäude, Scheune, Toranlage und Einfriedung des Vorgartens eines Dreiseithofes | Am Anger 9 (Karte)               | Um 1800 (Bauernhaus); Ende 19. Jahrhundert (Seitengebäude)                                        | Gut erhaltener ortstypischer Dreiseithof mit vielen originalen Details, Wohnhaus mit Fachwerk-Obergeschoss, Stallgebäude in Ziegelbauweise, baugeschichtlich von Bedeutung. - Wohnhaus: zwei Geschosse, Satteldach, giebelständig, jüngst saniert - Stall: Bruchsteinsockel, Gliederung durch gelbe Klinker, Fenster und Dach alt - Scheune: Backstein, alte Biberschwanzdeckung, alter Dachstuhl - Torpfeiler: mit Porphyrabschluss, Pfeiler der Einfriedung aus Porphyr | 08970438 |
| Direkt Bild zu diesem Denkmal hochladen | Wohnhaus, Seitengebäude, Scheune und Toranlage eines Dreiseithofes | Am Anger 12 (Karte)              | Um 1800 (Bauernhaus); Ende 19. Jahrhundert (Seitengebäude)                                        | Komplett erhaltene, das Straßenbild bestimmende Hofanlage, Wohnhaus-Obergeschoss in Fachwerk, schmiedeeiserne Einfriedung, baugeschichtlich von Bedeutung. - Wohnhaus: zwei Geschosse, giebelständig, Erdgeschoss neu, Dach neu - Scheune: Fachwerk, Dachstuhl und Dachdeckung alt sowie alte Biberschwanzdeckung - Stall: Ziegel verputzt, Satteldach, Sandsteinsohlbänke - Einfriedung: aus Schmiedeeisen | 08970400 |
| Direkt Bild zu diesem Denkmal hochladen | Wohnhaus, Scheune, Hofmauer mit Toranlage (Toreinfahrt und zwei Pforten) und Einfriedung des Vorgartens eines Dreiseithofes                                                                          | Am Anger 13 (Karte)              | 19. Jahrhundert                                                                                   | Wohnhaus Obergeschoss Fachwerk, Scheune Ziegelbau, ein das Straßenbild prägender Hof mit stattlicher Toranlage, schmiedeeiserner Zaun als Einfriedung, baugeschichtlich von Bedeutung. - Wohnhaus: Putzfassade, Sichtfachwerk im Obergeschoss, Satteldach, zwei Geschosse, giebelständig, alter Dachstuhl, alte Biberschwanzdeckung, Giebel entstellend verändert durch liegende Fenster - Scheune steht giebelständig, Backsteinbau, Satteldach Gebäude eigentlich Grenzfälle, doch Ortszusammenhang. | 08970439 |
| Direkt Bild zu diesem Denkmal hochladen | Wohnhaus eines Zweiseithofes | Am Anger 14 (Karte)              | Um 1800                                                                                           | Obergeschoss Fachwerk, gut erhaltenes und ortsbildprägendes Bauernhaus, baugeschichtlich von Bedeutung | 09305922 |
| Direkt Bild zu diesem Denkmal hochladen | Scheune eines Bauernhofes | Am Anger 16 (Karte)              | 19. Jahrhundert                                                                                   | Bestandteile der Ortsbebauung des 19. Jahrhunderts, Fachwerk-Scheune, baugeschichtlich von Bedeutung. Fachwerk, teilweise Lehm-Ausfachung, alter Dachstuhl, neuere Ziegel. Stallgebäude mit Putzfassade, als Denkmal 2010 gestrichen. | 08970441 |
|                                         | Wohnhaus und Nebengebäude | Am Anger 17 (Karte)              | 1. Hälfte 19. Jahrhundert                                                                         | Ländliches Wohnhaus mit Fachwerk-Obergeschoss, Bestandteil der Ortskernbebauung mit original erhaltenen Details wie z. B. Holzfensterstöcken, eingeschossiges Nebengebäude, baugeschichtlich von Bedeutung. - Wohnhaus: Lehmziegel im Erdgeschoss, Fachwerk-Obergeschoss, Walmdach, zwei Geschosse, alter Dachstuhl, alte Biberschwanzdeckung, Fachwerk mit Ziegelausfachung, alte Fenster, Holzfensterstöcke - Nebengebäude: ein Geschoss, Walmdach | 08970440 |
| Direkt Bild zu diesem Denkmal hochladen | Wohnhaus, Seitengebäude und Scheune eines Bauernhofes | Am Anger 21 (Karte)              | 1. Hälfte 20. Jahrhundert                                                                         | Ein den Ort nach außen abschließender Hof, schlichte Putzbauten, baugeschichtlich von Bedeutung, Lage am Ende der Dorfstraße - Wohnhaus: Putzfassade, Satteldach, schlichter Putzbau mit alten Fenstern in Giebelwand, die dem Bau eine gewisse Bedeutung verleihen - Nebengebäude und Scheune: verputzt, alte Dachstühle, alte Biberschwanzdeckung | 08970452 |
|                                         | Gedenkstein für die Gefallenen des Ersten Weltkrieges | Am Anger 21 (vor) (Karte)        | Nach 1918                                                                                         | Ortsgeschichtlich von Bedeutung | 08970432 |
| Direkt Bild zu diesem Denkmal hochladen | Wohnhaus eines Bauernhofes | Am Anger 33 (Karte)              | 1. Hälfte 19. Jahrhundert                                                                         | Ortstypischer Fachwerkbau, baugeschichtlich von Bedeutung. Lehm-Erdgeschoss, Fachwerk-Obergeschoss, Satteldach, zwei Geschosse, Lehm-Ausfachung, teilweise Lehmziegel im Erdgeschoss, Fenster im Erdgeschoss zum Teil entstellend verändert, Torpfeiler mittlerweile abgebrochen (?). | 08970442 |
| Direkt Bild zu diesem Denkmal hochladen | Wohnstallhaus mit angebautem Stallgebäude, Scheune, Seitengebäude (mit Oberlaube), Hofmauer mit Toranlage (Toreinfahrt und Pforte), Hofpflasterung und Stützmauer des Vorgartens eines Dreiseithofes | An der Kirche 1 (Karte)          | Um 1740                                                                                           | Stattlicher Hof in Fachwerkbauweise am Ortseingang, Seitengebäude mit siebenbogiger Oberlaube (Seltenheitswert), Stützmauer aus Feldsteinen, bau- und ortsgeschichtlich von Bedeutung. - 1. Wohnhaus: zwei Geschosse, Sichtfachwerk im Obergeschoss, Krüppelwalmdach, Fenstergrößen an Traufe original, Giebel verputzt und durch liegende Fenster entstellt, alter Dachstuhl, alte Biberschwanzdeckung - 2. Wohnhaus = Seitengebäude: zwei Geschosse, Fachwerk im Obergeschoss mit Oberlaube, Krüppelwalmdach, alter Dachstuhl, Ziegel neu, alle Fenster alt und unverändert, Holzfensterstöcke - Scheune: mit altem Dachstuhl, neuere Ziegel - Stallgebäude: verputzt, alter Dachstuhl, alte Biberschwanzdeckung, Lehm-Erdgeschoss | 08970421 |
| Weitere Bilder                          | Kirche mit Ausstattung sowie Kirchhof mit Einfriedungsmauer und Kriegerdenkmal für die Gefallenen des Ersten Weltkrieges                                                                             | An der Kirche 2 (Karte)          | 1741 (Kirche); um 1740 (Empore und Kanzelaltar); 1822 (Orgel); nach 1918 (Kriegerdenkmal)         | Barocke Saalkirche, quadratischer Kirchturm mit Spitzhelm, baugeschichtlich, ortsgeschichtlich und ortsbildprägend von Bedeutung. Kirchhofsmauer aus Feldsteinen. | 08970420 |
| Direkt Bild zu diesem Denkmal hochladen | Wohnstallhaus eines Bauernhofes | An der Kirche 3 (Karte)          | 19. Jahrhundert                                                                                   | Ortstypisches Fachwerkgebäude in Nähe zur Kirche, baugeschichtlich von Bedeutung. Giebelständig, Satteldach, im Giebelerdgeschoss liegende Fenster, traufseitig, Sichtfachwerk, Fenster teilweise alt, alter Dachstuhl, alte Biberschwanzdeckung, Bruchsteinsockel. | 08970422 |
|                                         | Pfarrhaus und Einfriedung des Vorgartens | An der Kirche 4 (Karte)          | Um 1890                                                                                           | Interessant gestalteter Putzbau von ortsgeschichtlicher Bedeutung in exponierter Lage neben der Kirche. Putzfassade, Satteldach, Putzfassade mit dezenter Fensterbekrönung, originale Haustür, Bruchsteinsockel, alte Fenster, Sandsteinportale mit Profilierung. | 08970419 |
| Direkt Bild zu diesem Denkmal hochladen | Seitengebäude (Wohnstallhaus), Scheune und Toreinfahrt eines Dreiseithofes | An der Kirche 5 (Karte)          | 19. Jahrhundert                                                                                   | Bestandteile einer Hofanlage mit vielen originalen Details, Toreinfahrt mit Bekrönung, baugeschichtlich von Bedeutung. - Wohnstallhaus: Seitengebäude (Stallteil mit Auszüglerteil), Putzfassade, Satteldach, giebelständig, vermutlich Fachwerk, Sandsteinsohlbänke im Erdgeschoss und alte Fensterläden, Fenster alt, Rundbogenfenster im Dachgeschoss, alter Dachstuhl, alte Biberschwanzdeckung - Scheune: Putz-Klinker-Fassade, alter Dachstuhl, neuere Deckung und Zaun | 08970423 |
| Direkt Bild zu diesem Denkmal hochladen | Seitengebäude (Nr. 52) und daran angebaute Scheune (Nr. 50) mit rückseitigem Anbau (Nr. 6) eines ehemaligen Dreiseithofes                                                                            | An der Kirche 6, 50, 52 (Karte)  | 2. Hälfte 19. Jahrhundert                                                                         | Ortsbildprägende Hofanlage in unmittelbarer Nähe zur Kirche, bau- und ortsgeschichtlich von Bedeutung. Putzfassade, teilweise Bruchsteinmauerwerk im Erdgeschoss, darunter Ziegelmauerwerk, Putz-Klinker-Fassade mit Klinkergliederung, eiserne Maueranker, Sandsteinsohlbänke, alter Dachstuhl, alte Biberschwanzdeckung. Wohnhaus vor 2009 abgebrochen. | 08970417 |
| Direkt Bild zu diesem Denkmal hochladen | Wohnhaus, Seitengebäude, Scheune und Hofpflasterung eines Dreiseithofes | An der Kirche 7 (Karte)          | 19. Jahrhundert                                                                                   | Wohnhaus Obergeschoss Fachwerk, Bestandteil der Ortskernbebauung des 19. Jahrhunderts, baugeschichtlich von Bedeutung. Putzfassade, Krüppelwalmdach, zwei Geschosse, neue liegende Fenster, Fenster teilweise alt, vermutlich Fachwerk-Bau, alter Dachstuhl, alte Biberschwanzdeckung, Scheune Ziegel verputzt. | 08970424 |
| Direkt Bild zu diesem Denkmal hochladen | Wohnhaus mit angebautem Stallgebäude, Seitengebäude (Wohnstallhaus), Scheune, Hofpflaster, Hofmauer mit Toranlage und Einfriedung des Vorgartens eines Dreiseithofes                                 | An der Kirche 13 (Karte)         | Ende 18. Jahrhundert (Wohnstallhaus); bezeichnet mit 1899 (Seitengebäude)                         | Mit vielen originalen Details erhaltene, ortsbildprägende Hofanlage, Wohnhaus teilweise Fachwerk, gründerzeitliches Seitengebäude Putzfassade mit Klinkergliederung, aufwändige Toreinfahrt (Torpfeiler mit Bekrönung), bau- und ortsgeschichtlich von Bedeutung. - Wohnhaus: Putzfassade, Krüppelwalmdach, giebelständig, Bruchsteinmauerwerk im Erdgeschoss, auch Fachwerk-Obergeschoss (mit Stroh-Lehm) - Wohnstallhaus = Seitengebäude mit Stall- und Auszüglerteil: Putzfassade mit Klinkergliederung, Satteldach, Bruchsteinsockel, Stockwerkgesims, gelbes Klinkerband, Fenster durch gelbe Klinker gerahmt, Fenster alt - Scheune: Ziegel verputzt, zwei große Scheunentore, alter Dachstuhl, alte Biberschwanzdeckung | 08970425 |
| Direkt Bild zu diesem Denkmal hochladen | Wohnstallhaus, Seitengebäude, Scheune, Hofpflasterung und Toranlage eines Dreiseithofes | An der Kirche 15 (Karte)         | 19. Jahrhundert (Wohnstallhaus); bezeichnet mit 1907 (Scheune)                                    | Nahezu komplett erhaltene ortstypische Hofanlage, Wohnstallhaus mit Fachwerk-Obergeschoss, Torpfeiler mit Bekrönung, bau- und ortsgeschichtlich von Bedeutung. - Wohnstallhaus: Fachwerk-Obergeschoss, Krüppelwalmdach, giebelständig, zwei Geschosse, zum Teil Ausfachung mit Klosterformat-Ziegeln, im Erdgeschoss liegende Fenster eingebaut, alter Dachstuhl, alte Biberschwanzdeckung - Stall: verputzter Ziegelbau mit Klinkergliedern, alter Dachstuhl, alte Biberschwanzdeckung, alle preußische Kappen - Scheune: Putzfassade mit Klinkergliederung, Dach neu | 08970426 |
| Direkt Bild zu diesem Denkmal hochladen | Seitengebäude, Scheune und Hofmauer mit Toranlage eines Dreiseithofes | An der Kirche 17 (Karte)         | Um 1800 (Seitengebäude); 19. Jahrhundert (Scheune)                                                | Seitengebäude mit vielen originalen Details (z. B. Holzfensterstöcken, Fachwerk-Obergeschoss) überkommener Bestandteil einer Hofanlage, Torpfeiler mit Bekrönung, bau- und ortsgeschichtlich von Bedeutung. - Seitengebäude: mit Fachwerk-Obergeschoss mit Lehm-Ausfachung (verputzt) und Satteldach, alter Dachstuhl, nur noch teilweise alte Biberschwanzdeckung, Holzfensterstöcke mit alten Fenstern - Scheune: alter Dachstuhl, alte Biberschwanzdeckung, Ziegel verputzt, bewegter Dachstuhl Wohnhaus durchschnittlich, bezeichnet mit 1879 auf Tafel an der Traufseite, Seitengebäude vermutlich ehemals Wohnstallhaus. | 08970427 |
| Direkt Bild zu diesem Denkmal hochladen | Wohnhaus, Seitengebäude, Scheune und Toranlage eines Dreiseithofes | An der Kirche 22 (Karte)         | 19. Jahrhundert (Bauernhaus); um 1900 (Scheune)                                                   | Wohnhaus mit Fachwerk-Obergeschoss und Krüppelwalmdach, Scheune Putzbau mit Klinkergliederung, komplett erhaltene, stattliche Hofanlage im Ortskern, bau- und ortsgeschichtlich von Bedeutung. - Wohnhaus: Putzfassade, Krüppelwalmdach, zwei Geschosse, giebelständig, vermutlich Fachwerk-Bau, Giebel durch liegende Fenster entstellend verändert, Traufseite original - Scheune: roter Backstein mit Klinkergliederung, Stall verputzt, alter Dachstuhl, alte Biberschwanzdeckung, Speicherluke, Bruchsteinsockel - eine Kugelbekrönung noch auf dem Torpfeiler vorhanden | 08970410 |
| Direkt Bild zu diesem Denkmal hochladen | Wohnstallhaus (Nr. 33), Seitengebäude (Nr. 35), Scheune, Hofmauer mit Toranlage, Einfriedung des Vorgartens und Hofpflasterung eines Dreiseithofes                                                   | An der Kirche 33, 35 (Karte)     | Um 1800 (Wohnstallhaus); bezeichnet mit 1884 (Seitengebäude); 1. Hälfte 19. Jahrhundert (Scheune) | Stattliche Hofanlage an Straßenbiegung, mit gusseisernen Säulen im Stallgebäude, Wohnstallhaus mit Fachwerk-Obergeschoss, bau- und ortsgeschichtlich von Bedeutung. - Wohnstallhaus: Bruchsteinmauerwerk, Fachwerk im Obergeschoss, verputzt, Krüppelwalmdach, zwei Geschosse, Fensterläden, Fenster alt, Schleppdach, alter Dachstuhl, alte Biberschwanzdeckung, Holzfensterstöcke - Stall: giebelständig, Putz-Klinker-Fassade, Staffelgiebel, alter Dachstuhl, Bruchsteinsockel, Fenster alt, Stall mit Keller und preußischer Kappe, sowie gusseisernen Säulen, am Giebel bezeichnet mit „A. Möbius, 1884“ - Scheune: Fachwerk mit Lehmausfachung, alter Dachstuhl, alte Biberschwanzdeckung, aufwendig gestaltet, Dreschmaschine in der Scheune | 08970412 |
| Direkt Bild zu diesem Denkmal hochladen | Scheune eines Dreiseithofes | An der Kirche 61 (Karte)         | Bezeichnet mit 1906                                                                               | Massive Scheune mit Ziegelgliederung, heimatgeschichtlich von Bedeutung, Putz-Klinker-Fassade. Ehemals denkmalgeschütztes Wohnhaus (1. Hälfte 19. Jahrhundert) zwischen 2017 und 2024 aus der Denkmalliste gestrichen. Ortstypischer Fachwerkbau in Nähe zur Kirche, bau- und ortsgeschichtlich von Bedeutung. Putzfassade, Krüppelwalmdach, zwei Geschosse, giebelständig, Fachwerk verputzt, kleiner Windfang. | 08970431 |
|                                         | Wohnhaus (alte Schäferei) | Göselaue 13 (Karte)              | Um 1800                                                                                           | Ländlicher Fachwerkbau von ortsgeschichtlicher Bedeutung. Zwei Geschosse, teilweise Lehm-Erdgeschoss, Sichtfachwerkobergeschoss, Ziegelausfachung, alter Dachstuhl, alte Biberschwanzdeckung, teilweise alte Fenster, Bruchsteinsockel, drei Schleppgauben an der Traufseite. | 08970433 |
|                                         | Rittergut Muckern (Sachgesamtheit) | Rittergutshof 1, 2, 3, 7 (Karte) | 2. Hälfte 19. Jahrhundert                                                                         | Sachgesamtheit Rittergut Muckern, mit folgendem Einzeldenkmal: Herrenhaus (Nr. 1) und Einfriedung zum Gutspark (08970404) sowie folgenden Sachgesamtheitsteilen: Wohnstallhaus (Nr. 2), ehemaliges Wirtschaftsgebäude (Nr. 7) und ehemalige Scheune (Nr. 3) des Rittergutes, weiterhin mit dem alten Gehölzbestand des Gutsparks (Gartendenkmal); Gebäudekomplex von ortsgeschichtlicher Bedeutung. - Wohnstallhaus (Nummer 2): ehemals verputzt, Satteldach, Bruchsteinsockel, Ziegel mit Klinkergliederung, Einbau von liegenden Fenstern im Giebel, Dach und Dachstuhl alt, Fenster neu - vorderer Teil des Stalles (Nummer 7): auch Ziegel, ehemals verputzt, Erdgeschoss durch Umbauten etwas verändert, alle Fenster, Satteldach Scheune (Nummer 5 oder Nummer 3) abgerissen, alles andere neu oder durchschnittlich: Rittergutshof 3 und 4 Neubauten, Rittergutshof 5 abgebrochen, Rittergutshof 6 Neubau, Rittergutshof 7 überwiegend Neubau. | 09303081 |
|                                         | Herrenhaus des Rittergutes und Einfriedung zum Gutspark (Einzeldenkmal der Sachgesamtheit 09303081)                                                                                                  | Rittergutshof 1 (Karte)          | 1880                                                                                              | Einzeldenkmal der Sachgesamtheit Rittergut Muckern; Gründerzeitgebäude mit klar gegliederte Putzfassade, von bau- und ortsgeschichtlicher Bedeutung. Putzfassade, zwei Geschosse, Sandsteingewände, Sandsteinsohlbänke, profiliert, Seitenrisalite, Stockwerkgesims, Fenster alt, Fassade geglättet, relativ wuchtige Holztraufe, rustiziertes Sockelgeschoss, Walmdach, Dach neu, originale Haustür und Treppenhaus. | 08970404 |

## Gruna
| Bild           | Bezeichnung | Lage                  | Datierung                                                                     | Beschreibung | ID       |
| -------------- | --- | --------------------- | ----------------------------------------------------------------------------- | --- | -------- |
| Weitere Bilder | Bergbau-Technik-Park: Schauanlage des Braunkohlenbergbaus der Tagebaue Espenhain und Zwenkau bestehend aus Schaufelradbagger Bg. 1547, Bandabwurfgerät (Absetzer), Elektrizitätshaus, zwei Führerständen der Zwenkauer Abraumförderbrücke, ein Leergleis des Stellwerks 24 zum Stellwerk 6, eine elektrische Grubenlok 4-1137-100-B3 der Baureihe EL2, ein Eisenbahnanhänger, Dispatcherturm, Bandanlage, Vorfeldfreimachung und Filterbrunnenentwässerung | Am Westufer 2 (Karte) | 1985 (Schaufelradbagger); 1986 (Bandabwurfgerät); 1952–1988 EL 2 (Lokomotive) | Letzte Zeugnisse der Maschinentechnik und Infrastrukturanlagen des historischen Braunkohlentagebaus im Südraum Leipzig, umfasst die Gemarkungen Gruna (Flurstück 1/6) und Sestewitz (Flurstück 1/7), technik- und bergbaugeschichtlich von Bedeutung. Anhand der ausgestellten Technik werden in dem 5,4 Hektar großen Park der vollständige (Förder)Zyklus beginnend mit dem Rückbau der Kulturlandschaft, die Vorbereitung des Vorfeldes, der Grundwasserabsenkung, die Abraum- und Kohlegewinnung, der Transport, die Abraum-Verkippung sowie die Sanierung und Wiedergewinnung neuer Landschaftsräume eines Braunkohlentagebaus präsentiert. Im Park werden auch die Devastierung der Landschaft mit ihren Orten und die damit verbundene Umsiedlung der Bevölkerung thematisiert. Am 31. Mai 2000 endete hier im Tagebau Espenhain die Massenrückgewinnung und damit auch der Großgeräteeinsatz im mitteldeutschen Revier. Der Schaufelradbagger und der Absetzer bewegten über 54 Millionen m³ Abraum, um die Kippen vor Güldengossa und Störmthal zu gestalten und das Relief der künftigen Seen und den Auflagedamm der BAB 38 herzustellen. Maschinenpark: zwei Großgeräte aus dem ehemaligen Tagebau Espenhain: Schaufelradbagger 1547: Baujahr 1985, SRs 1000n, DDR-Nummer 1547, Gewicht 1300 Tonnen, vom Kombinat Tagebau-Ausrüstungen, Krane und Förderanlagen (TAKRAF) hergestellt, ab 1985 VEB Verlade- und Transportanalagenbau (VTA) Leipzig, heute im Eigentum der MIBRAG (wurde z. Zt. der Erfassung noch als Ersatzteillager für die Maschinen in den noch arbeitenden Tagebauen genutzt), Bandabwurfgerät 1115, A2Rs-B 10000.110, DDR-Nummer 1115, Baujahr 1986, Gewicht 2400 Tonnen, im Eigentum des Vereins Bergbau-Technik-Park, diente zur Verkippung von Abraum oder anderen Materialien, die bei Gewinnung oder Aufbereitung entstehen, Lok 1 mit Waggon, Lok 2 mit Waggon, Leergleis von Stellwerk 24 (Kippe) nach Stellwerk 6, zwei Führerstände der Zwenkauer Abraumförderbrücke, Förderbrücke 2001 gesprengt, Dispatcherturm (Zugverteilung) steht heute noch am Ende der alten B95 (Espenhain–Magdeborn–Leipzig) im Schwenkpunktbereich in Gruna (in der Nähe waren die Tagesanlagen für den Vorschnitt und Grubenbetrieb), E-Haus letztes noch existierendes Trafohaus des Tagebaus Espenhain zur Erzeugung der benötigten Spannung zum Betrieb der Großgeräte, Bandanlage zur Beförderung von gewonnener Kohle, Vorfeldfreimachung und Filterbrunnenentwässerung, Entwässerung/Rohrleitungen Installationen zur Grundwasserabsenkung. | 09305972 |

## Güldengossa
| Bild                                    | Bezeichnung | Lage                                | Datierung | Beschreibung | ID       |
| --------------------------------------- | --- | ----------------------------------- | --- | --- | -------- |
| Weitere Bilder                          | Völkerschlacht bei Leipzig: Apelstein Nr. 6 (V) | (Flurstücke 156/3, 156/5) (Karte)   | Bezeichnet mit 1863, gesetzt 1861                                                                                   | Gedenkstein zur Erinnerung an die Kämpfe der Völkerschlacht bei Leipzig 1813, 9000 Mann unter dem russischen General Fürst Gortschakow gegen Truppen unter Lauriston, geschichtlich von Bedeutung, Zeugnis- und Erinnerungswert (Apelstein Nr. 6 versetzt von Leipzig, Stadt, Ortsteil Liebertwolkwitz nach Großpösna, Ortsteil Güldengossa) | 09258073 |
| Weitere Bilder                          | Sachgesamtheitsbestandteil der Sachgesamtheit Südliches Schlachtfeld 1813: Schlachtfeld mit Straßen- und Wegeverlauf, ehemaligen Schanzen und Sichtbeziehungen | (Güldengossa) (Karte)               | 1813 | Flächenhaftes Kulturdenkmal für das Kampfgeschehen der Völkerschlacht bei Leipzig, Gedenksteine (Apelsteine) auf dem gesamten Schlachtfeld verteilt, geschichtlich von Bedeutung (siehe auch Sachgesamtheit 09259754, Leipzig, Ortsteil Liebertwolkwitz, An der Trift) | 09299347 |
| Direkt Bild zu diesem Denkmal hochladen | Häuslerhaus | Am Cröberteich 3 (Karte)            | 1. Hälfte 19. Jahrhundert                                                                                           | Eingeschossiger Putzbau mit Dachhecht, Giebel Fachwerk, sozialgeschichtlich von Bedeutung. - Wohnhaus: ein Geschoss, vier Achsen, Putzfassade, Krüppelwalmdach, Dachhecht aus den 1930er Jahren, traufständig, Fenster zum Teil alt - Nebengebäude (kein Denkmal): eingeschossig, Putzfassade, seit 1843 | 09257170 |
| Direkt Bild zu diesem Denkmal hochladen | Häuslerhaus | Am Cröberteich 5 (Karte)            | 1. Hälfte 19. Jahrhundert                                                                                           | Ländliches eingeschossiges Wohnhaus, Giebel Fachwerk, sozialgeschichtlich von Bedeutung. Ein Geschoss, drei Achsen, Putzfassade, traufständig, Fenster zum Teil alt, Satteldach, Dachstuhl wohl alt. | 09257169 |
| Weitere Bilder                          | Völkerschlacht bei Leipzig: Apelstein Nr. 10 (V) | Auenhainer Straße 1 (neben) (Karte) | Bezeichnet mit 1863                                                                                                 | Gedenkstein zur Erinnerung an die Kämpfe der Völkerschlacht bei Leipzig 1813 nahe der Kreuzung Liebertwolkwitz/Störmthal, 3000 Mann russische Reiterei unter General Graf Pahlen gegen Franzosen unter Lauriston, geschichtlich von Bedeutung. Apelstein Nummer 10 in Erinnerung an die Völkerschlacht 1813 gestiftet von Dr. Theodor Apel 1861ff. | 09257177 |
| Direkt Bild zu diesem Denkmal hochladen | Wohnhaus und Nebengebäude | Auenhainer Straße 21 (Karte)        | 2. Hälfte 19. Jahrhundert                                                                                           | Langgestrecktes eingeschossiges Wohnhaus, sozialgeschichtlich von Bedeutung. - Wohnhaus: ein Geschoss, acht Achsen, Satteldach, profiliertes Traufgesims, Bruchsteinsockel, Dachstuhl vermutlich alt - Nebengebäude: ein Geschoss, Putzfassade, Pultdach | 09257167 |
| Direkt Bild zu diesem Denkmal hochladen | Pfarrhaus mit anschließendem Garagengebäude | Auenhainer Straße 33 (Karte)        | Um 1910 | Imposantes Wohnhaus mit Mansardwalmdach mit Zwerchhäusern, im Reformstil der Zeit um 1910, ortsgeschichtlich von Bedeutung. Zwei Geschosse, ausgebautes Dachgeschoss, Putzbau mit halb abgerundeter Ecke zur Kirche, Eingang mit Freitreppe, profiliertes Traufgesims, abgewalmtes Mansarddach, Zwerchhäuser, auf der linken Seite eingeschossiger Garagenanbau über einen kleinen Verbindungsbau angeschlossen. | 09257168 |
| Direkt Bild zu diesem Denkmal hochladen | Gasthof „Zur Sehnsucht“ | Dorfgasse 5 (Karte)                 | 19. Jahrhundert | Schlichter Putzbau mit Krüppelwalmdach, ortsgeschichtlich von Bedeutung. Zwei Geschosse, vier Achsen, seitlicher Anbau, Putzfassade, Krüppelwalmdach, originale Fenstereinteilung, nicht in Ecklage Magdeborner Weg, sondern in Ecklage Schulstraße. | 09257171 |
| Direkt Bild zu diesem Denkmal hochladen | Völkerschlacht bei Leipzig: Gedenktafel Franz Burghard von Cramm                                                                                               | Große Gasse 7 (Karte)               | Wohl 1863 | Erinnerungstafel für den in den Kämpfen der Völkerschlacht bei Leipzig am 16. Oktober 1813 nahe Güldengossa gefallenen Freiwilligen des Königlich-Preußischen Garde-Regiments zu Fuß Franz Burghard von Cramm, steinerne Gedenktafel im Kircheninneren an der Südwand, geschichtlich von Bedeutung. Die golden ausgelegte steinerne Gedenktafel befindet sich an der südlichen Innenwand der Kirche (1863) mit Inschrift „Franz Burkhard von Cramm/ geb. zu Volkersheim im Braunschweigischen/ am 20. April 1795/ freiwillig eingetreten in das K.Preußische 1. Garderegiment zu Fuß/ gefallen von feindlicher Kugel bei Güldengossa/ am 16. Octbr. 1813/ begraben auf dem Schlachtfelde westlich des/ Dorfes“. | 08966407 |
| Weitere Bilder                          | Kirche mit Ausstattung und Kirchhof mit Kriegerdenkmal für die Gefallenen des Ersten Weltkrieges                                                               | Große Gasse 7 (Karte)               | Im Kern 17. Jahrhundert (Kirche); 19. Jahrhundert (Orgel); um 1890 (Kirchenausstattung); nach 1918 (Kriegerdenkmal) | Barocke Saalkirche, Langschiff mit Rechteckchor und Sakristei, quadratischer Westturm mit Zwiebelhaube, baugeschichtlich, ortsgeschichtlich und ortsbildprägend von Bedeutung. Kirche ursprünglich 17. Jahrhundert, Umbauten 1721 und 1813, 1893 von Thomas Quentin erneuert, rechteckiges Seitenschiff mit Satteldach mit Rechteckchor und Sakristei, quadratischer Westturm mit Zwiebelhaube und Laterne, als Dachreiter eingebaut, Wappentafel, Grabstein des Christian Kolbe von 1885 (Grabmal Kolbe August 2012 nicht mehr auffindbar, daher als Abbruch verzeichnet), neue Glocken 2016, gegossen und eingebracht 2017. | 09257164 |
| Weitere Bilder                          | Völkerschlacht bei Leipzig: Apelstein Nr. 2 (V) | Liebertwolkwitzer Straße (Karte)    | Bezeichnet mit 1863                                                                                                 | Gedenkstein zur Erinnerung an die Kämpfe der Völkerschlacht bei Leipzig 16. Oktober 1813, Prinz Eugen von Württemberg 10000 Mann (2. russ. Korps), begann Schlacht bei Wachau und hielt Stellung, geschichtlich von Bedeutung, Fuß Höhe 161,8 | 09299392 |
|                                         | Völkerschlacht bei Leipzig: Russisch-Preußisches Denkmal, Prinz-Eugen-Denkmal                                                                                  | Liebertwolkwitzer Straße (Karte)    | 1988 | Geschichtlich von Bedeutung, Gedenkstein für den gemeinsamen Kampf russischer und preußischer Truppen in der Völkerschlacht bei Leipzig am 16. Oktober 1813, auch Zeugnis der DDR-Geschichtsschreibung als Beispiel früher deutsch-sowjetischer/russischer Waffenbrüderschaft (Inschrift in lateinischen und kyrillischen Buchstaben). Bemerkenswert die Neubewertung der Völkerschlacht in der DDR anlässlich des 175. Jahrestages | 08966030 |
| Direkt Bild zu diesem Denkmal hochladen | Völkerschlacht bei Leipzig: Grabstein eines in der Völkerschlacht gefallenen Franzosen (Franzosengrab)                                                         | Schulstraße (Karte)                 | 19. Jahrhundert | Geschichtlich von Bedeutung, Gedenkstein für einen am 16. Oktober 1813 in den Kämpfen der Völkerschlacht Gefallenen. Name „Franzosengrab“ verweist auf „Franzosenzeit“, vom Schlachtverlauf könnte hier ein Soldat der Verbündeten begraben sein – ursprüngliche Anlage um 1980 zerstört, jetziger Stein (Monolith) dafür 1992 (Stelle fraglich). | 08966038 |
| Weitere Bilder                          | Rittergut Güldengossa (Sachgesamtheit) | Schulstraße 11 (Karte)              | 1720 | Sachgesamtheit Rittergut Güldengossa, mit folgenden Einzeldenkmalen: Herrenhaus (Schloss), Orangerie im Park und Toranlagen zum Neuen Weg und zur Schulstraße (09257165) sowie Gutspark (Gartendenkmal) und zwei Alleen (am Neuen Weg und an der Schulstraße); das imposante barocke Herrenhaus mit Auffahrt und Freitreppe bildet mit der schlichten Orangerie sowie den Toranlagen zum Neuen Weg und der Schulstraße ein eindrucksvolles Ensemble, bau-, orts- und kunstgeschichtlich von Bedeutung | 09303082 |
| Weitere Bilder                          | Herrenhaus (Schloss), Orangerie im Park und Toranlagen zum Neuen Weg und zur Schulstraße (Einzeldenkmale der Sachgesamtheit 09303082)                          | Schulstraße 11 (Karte)              | 1720 (Schloss); um 1900 (Orangerie)                                                                                 | Einzeldenkmale der Sachgesamtheit Rittergut Güldengossa; das imposante barocke Herrenhaus mit Auffahrt und Freitreppe bildet mit der schlichten Orangerie sowie den Toranlagen zum Neuen Weg und der Schulstraße ein eindrucksvolles Ensemble, bau-, orts- und kunstgeschichtlich von Bedeutung. - Herrenhaus: zwei Geschosse, elf Achsen, ausgebautes Dachgeschoss, Putzfassade mit Lisenen und Putzspiegeln gegliedert, auf der Auffahrtseite ist dem Mittelrisalit ein neoklassizistischer Vorbau mit Balkon vorgelagert (1900 entstanden), schlichte Fensterverdachungen im Erdgeschoss und ersten Obergeschoss, Gartenfassade wie die andere Seite aufgebaut, jedoch mit Freitreppe mit Sandsteinbaluster, Türgewände zum Teil architraviert, Fenster zum Teil architraviert Haustür alt, zahlreiche Stuckdetails im Innenbereich erhalten, besonders im Eingangsbereich, der sala terena und eine Stuckdecke im ersten Obergeschoss Schloss entstand in der Nachfolge eines 1285 beurkundeten Herrensitzes, Schloss 1720 für den Leipziger Kaufmann Johann Ernst Kregel von Sternbach errichtet - Verwalterhaus: zwei Geschosse, drei Achsen, Putzfassade, Kniestock, profiliertes Gesimsband, Flachdach - Orangerie: rechteckiger Kubus, Putzfassade, eine große Glasfront mit alter Tür und Türpfosten mit Kapitellen - Toranlage: zwei Anlagen mit gemauerten Säulen und rundbogigen Pforteneingängen, Steinvasen als oberer Abschluss, schmiedeeisernes Tor, Toranlagen sind spiegelbildlich aufgebaut und liegen in einer Achse, Reste der Platanenallee vor dem Tor zum Neuen Weg | 09257165 |

## Seifertshain
| Bild                                    | Bezeichnung | Lage                                | Datierung | Beschreibung | ID       |
| --------------------------------------- | --- | ----------------------------------- | --- | --- | -------- |
| Direkt Bild zu diesem Denkmal hochladen | Wohnhaus, Scheune und Seitengebäude eines Dreiseithofes | Mittelstraße 9 (Karte)              | Ende 19. Jahrhundert | Komplett erhaltene ortsbildprägende Hofanlage des ausgehenden 19. Jahrhunderts, Putz- und Ziegelfassaden, sozialgeschichtlich von Bedeutung. - Wohnhaus: zwei Geschosse, zwei Achsen, giebelständig, Zwillingsfenster im Giebelfeld, original Dachstuhl - Scheune: Ziegelfassade - Seitengebäude: ein Geschoss, zwei Achsen, giebelständig | 09259459 |
| Direkt Bild zu diesem Denkmal hochladen | Wohnhaus (vermutlich Auszüglerhaus) und Scheune eines Dreiseithofes | Mittelstraße 11 (Karte)             | Um 1800 (Auszugshaus); Ende 19. Jahrhundert (Scheune)                                                                                     | Teil der ursprünglichen Ortskernbebauung, wirtschafts- und sozialgeschichtlich von Bedeutung. - Seitengebäude: zwei Geschosse, vier Achsen, giebelständig, Dach, Fenster original - Scheune: mit Lisenen, Satteldach | 09259458 |
| Direkt Bild zu diesem Denkmal hochladen | Wohnhaus mit winkelförmig angebautem Seitengebäude, Stallgebäude und Scheune eines Bauernhofes                                                                                              | Mittelstraße 17 (Karte)             | 19. Jahrhundert | Ortsbildprägende Hofanlage, wirtschafts- und sozialgeschichtlich von Bedeutung. Zwei Geschosse, Krüppelwalmdach, Fenster neu, Dach neu, Scheune Fachwerk. | 09259897 |
|                                         | Postmeilensäule | Mittelstraße 21 (gegenüber) (Karte) | Vor 2022 (Kopie), Original bezeichnet mit 1722                                                                                            | Kursächsische Postmeilensäulen (Sachgesamtheit), vermutlich Kopie eines Viertelmeilensteins, Poststraße Dresden–Waldheim–Colditz–Grimma–Leipzig regional- und verkehrsgeschichtlich von Bedeutung. Bei dem hier betrachteten Viertelmeilenstein handelt es sich vermutlich um eine Kopie, deren genaues Herstellungsdatum nicht bekannt ist. Der Stein ist aus Porphyr hergestellt und mit der Jahreszahl 1722, den Initialen „AR“ und dem Posthornzeichen bezeichnet und weist an der Schmalseite die Reihennummer 47 auf. 1988 originaler Stein wieder aufgefunden, 1995 wieder aufgestellt. | 09259461 |
| Direkt Bild zu diesem Denkmal hochladen | Wohnhaus mit angebautem Seitengebäude | Mittelstraße 27 (Karte)             | 19. Jahrhundert | Teil der ursprünglichen Ortskernbebauung, Wohnhaus verputzter Fachwerkbau, bau- und wirtschaftsgeschichtlich von Bedeutung. - Wohnhaus: giebelständig, Krüppelwalmdach, zwei Geschosse, drei Achsen, Fenster neu - Seitengebäude: Fachwerk, zwei Geschosse, drei Achsen, Krüppelwalmdach Wohnhaus saniert, Seitengebäude gefährdet und vor 2009 abgebrochen. | 09259467 |
| Direkt Bild zu diesem Denkmal hochladen | Wohnstallhaus (Nr. 33), Seitengebäude (Nr. 31) und Scheune eines Dreiseithofes | Mittelstraße 31, 33 (Karte)         | Um 1860 | Wohnstallhaus Obergeschoss Fachwerk, ortsbildprägende Hofanlage des 19. Jahrhunderts, sozial- und wirtschaftsgeschichtlich von Bedeutung. Zwei Geschosse, Satteldach, Fenster neu, Dach neu. | 09259466 |
| Direkt Bild zu diesem Denkmal hochladen | Stallgebäude und Scheune eines Bauernhofes | Mittelstraße 35 (Karte)             | Um 1880 | Lehmscheune, Teil der ursprünglichen Ortskernbebauung, wirtschaftsgeschichtlich von Bedeutung. Ein Geschoss, Satteldach, originaler Dachstuhl. | 09259465 |
|                                         | Wohnhaus (Nr. 41), Seitengebäude (Nr. 39) und Scheune eines Dreiseithofes | Mittelstraße 39, 41 (Karte)         | Mitte 19. Jahrhundert | Komplett erhaltene Hofanlage von ortsbildprägendem Charakter, Ziegel- und Putzfassaden, Wohnhaus verputzter Fachwerkbau, bau- und wirtschaftsgeschichtlich von Bedeutung. - Wohnhaus: giebelständig, zwei Geschosse, zwei Achsen, Krüppelwalmdach - Seitengebäude: Dachausstieg - Scheune und Stallgebäude mit Satteldach | 09259464 |
| Direkt Bild zu diesem Denkmal hochladen | Wohnhaus, linkes Seitengebäude und Scheune eines Vierseithofes (Hofanlage zusammen mit Nr. 48, rechtes Seitengebäude, kein Denkmal)                                                         | Mittelstraße 50 (Karte)             | 19. Jahrhundert | Hofanlage von straßenbildprägendem Charakter, wirtschaftsgeschichtlich und sozialgeschichtlich von Bedeutung. Wohnhaus: vier Achsen, zwei Geschosse, Satteldach. Original: Jalousiekästen, Dachstuhl, Fenster. | 09259463 |
| Weitere Bilder                          | Paltrockwindmühle (Seifertshainer Windmühle) | Mittelstraße 73 (Karte)             | 1748 | 1945 umgebaute Bockwindmühle, von technikgeschichtlicher und landschaftsgestaltender Bedeutung. Ursprünglich Bockwindmühle, 1760 errichtet, 1945 durch die Leipziger Mühlenbaufirma Karl Kühn zur Paltrockwindmühle umgebaut, Windrose durch Sturm 1967 entfernt, bis 1968 mit Windenergie betrieben, dann mit Elektromotor, 1972 Rute durch Sturm abgerissen, Armkreuz mit Spinne erhalten, Technik teilweise erhalten. | 09259451 |
| Direkt Bild zu diesem Denkmal hochladen | Völkerschlacht bei Leipzig: Scheune des Kirchschullehn (Lazarettmuseum) | Pfarrgasse 2 (Karte)                | 1831 Dendro | Vermutlich ältestes Gebäude des Ortes, Lehmbau mit Fachwerk-Giebel, geschichtliche Bedeutung im Zusammenhang der Völkerschlacht bei Leipzig, Schule von Seifertshain diente als Lazarett. Satteldach, Lehm, Fachwerk, Erdgeschoss massiv Lehm, großes Tor und zwei Nebeneingänge, gehörte zum Kirchschullehn Schule (kein Denkmal) von 1868 bis 1968 genutzt. | 09259456 |
|                                         | Pfarrhof mit Pfarrhaus, Pfarrscheune und Toranlage (Torbogen und Pforte) | Pfarrgasse 3 (Karte)                | Nachträglich bezeichnet mit 1752 | Pfarrhaus markanter Putzbau mit Walmdach und Segmentbogenportal, Bestandteil der historischen Ortskernbebauung, bau- und ortsgeschichtlich von Bedeutung. - Pfarrhaus: zwei Geschosse, sieben Achsen, Walmdach, Dach, Fenster neu - Seitengebäude: langgezogenes Satteldach (Schleppdach), ein Geschoss, vermutlich Fachwerk - Gedenktafel von 2010 | 09259457 |
| Direkt Bild zu diesem Denkmal hochladen | Völkerschlacht bei Leipzig: Gedenkstein für Gefallene der Völkerschlacht bei Leipzig auf dem Kirchhof                                                                                       | Pfarrgasse 4 (Karte)                | 1913 | Geschichtlich von Bedeutung, Massengrab auf dem Kirchhof Seifertshain, Findling mit eingemeißelter Jahreszahl 1813 | 08966036 |
|                                         | Völkerschlacht bei Leipzig: Denkmal für Graf Cajetan Alberti de Poja auf dem Kirchhof | Pfarrgasse 4 (Karte)                | Errichtet 1898, bezeichnet mit 1813 | Geschichtlich von Bedeutung, K.K. Lieutenant im österreichischen Dragoner Regiment, geb. 1791 in Pergine-S.-Tirol, gefallen am 14. Oktober 1813, einer der ersten Gefallenen der Leipziger Völkerschlacht. Am 14. Oktober 1813 gefallen in ersten Stellungsgefechten, Adjutant des Generals Klenau, getötet durch Kanonenkugel nahe dem Kolmberg. | 09259453 |
| Weitere Bilder                          | Laurentiuskirche mit Ausstattung, Kirchhof mit Einfriedungsmauer, Grabmalen (u. a. Grabplatte für Pfarrer Christian Lebrecht Albanus) und Denkmal für die Gefallenen des Ersten Weltkrieges | Pfarrgasse 4 (Karte)                | Nachträglich bezeichnet mit 1787 (Kirche); 1300 (Fragment); um 1787 (Kanzelaltar); 1783 (Grabplatte Albanus); bezeichnet mit 1868 (Orgel) | Kirche barocker Saalbau mit Westturm, bau- und ortsgeschichtlich von Bedeutung. - Kirche: rechteckiges Langhaus mit Satteldach, quadratischer Westturm mit barocker Haube und Laterne - Denkmal für die Gefallenen des Ersten Weltkrieges: auf dem Friedhof, mit Adlerbekrönung | 09259452 |

## Störmthal
| Bild                                    | Bezeichnung | Lage                                                     | Datierung | Beschreibung | ID       |
| --------------------------------------- | --- | -------------------------------------------------------- | --- | --- | -------- |
| Direkt Bild zu diesem Denkmal hochladen | Sachgesamtheitsbestandteil der Sachgesamtheit Südliches Schlachtfeld 1813: Schlachtfeld mit Straßen- und Wegeverlauf, ehemaligen Schanzen und Sichtbeziehungen | (Störmthal) (Karte)                                      | 1813 | Flächenhaftes Kulturdenkmal für das Kampfgeschehen der Völkerschlacht bei Leipzig, Gedenksteine (Apelsteine) auf dem gesamten Schlachtfeld verteilt, geschichtlich von Bedeutung (siehe auch Sachgesamtheit 09259754, Leipzig, Ortsteil Liebertwolkwitz, An der Trift) | 09299348 |
| Direkt Bild zu diesem Denkmal hochladen | Wohnhaus | Bäckergasse 1 (Karte)                                    | Ende 19. Jahrhundert | Gut erhaltener, individuell ausgeformter, historistischer Bau in markanter Lage, baugeschichtlich von Bedeutung. Zwei Geschosse, 2 + 2 + 2 Achsen, drei Achsen an der Giebelseite, Satteldach, Kniestock, erkerartiges Dachhaus in Fachwerkkonstruktion in der Mittelachse, Putzgliederung: Giebelrahmung, profiliertes Traufgesims mit Kniestock zusammengefasst, profiliertes Stockgesims, profilierte Fensterrahmungen mit Sohlbank und Gebälk, gerahmte Fenstergruppe im Gebälk Wirtschaftsgebäude vermutlich vor 2009 abgebrochen oder komplett umgebaut. | 09257151 |
| Direkt Bild zu diesem Denkmal hochladen | Hofmauer mit Torpfeiler eines Bauernhofes | Dorfstraße 42 (Karte)                                    | Ende 19. Jahrhundert | Gut erhaltener, gründerzeitlicher Torpfeiler mit markanten Gestaltungselementen, handwerklich-künstlerisch von Bedeutung. Klinkerpfosten mit profilierten und antikisierendem Abschluss. | 09257156 |
| Weitere Bilder                          | Kreuzkirche mit Ausstattung sowie Kirchhof mit Einfriedung, Leichenhalle und Kriegerdenkmal für die Gefallenen des Ersten Weltkrieges                          | Dorfstraße 44 (Karte)                                    | 1691 (Kirche); um 1500 (Kruzifix); bezeichnet mit 1703 (Epitaph); bezeichnet mit 1723 (Orgel); 1720–1725 (Kirchenausstattung); nach 1918 (Kriegerdenkmal) | Barocke Saalkirche mit Westturm, Spitzbogenfenster im Stil der Nachgotik, im Innern Zacharias-Hildebrandt-Orgel, baugeschichtlich, kunsthistorisch und ortsgeschichtlich von Bedeutung. - Kirche: im Wesentlichen von 1722, Westturm von 1691, Kreuzkirche, rechteckiges Schiff mit Satteldach, achteckiges Schiff mit Satteldach, achteckiger Westturm mit Zwiebelhaube und Laterne, komplette barocke Innenausstattung, Orgel von Zacharias Hildebrandt, 1723 von Johann Sebastian Bach eingeweiht, Emporeneinbauten, Kruzifixus, Bildnis F. Fullen (ehemaliger Schloßbesitzer in Störmthal) - Kriegerdenkmal: ungewöhnliche Gestaltung, Urne mit zwei Putten auf Postament, neoklassizistischer Stil, Inschrift „Für Uns / Wie sind die Helden gefallen / und die Streitbaren / umgekommen!“, Jahreszahlen 1914 und 1918 und Namen der Toten | 09257163 |
|                                         | Pfarrhaus, Seitengebäude und Toreinfahrt eines Pfarrhofes | Dorfstraße 48 (Karte)                                    | 18. Jahrhundert | Pfarrhaus zweigeschossiger Putzbau mit Walmdach, in unmittelbarer Nähe zur Kirche, Wirtschaftsgebäude mit Fachwerk-Drempel, bau- und ortsgeschichtlich von Bedeutung, Pfarrhaus auch personengeschichtlich von Bedeutung als Geburtsort des Theologen und liberalen Politikers Friedrich Naumann (1860–1919). - Wohnhaus: zwei Geschosse, sieben Achsen, Rechteckbau, Putzfassade, hohes Walmdach, profiliertes Walmdach, profilierte Fensterrahmen mit Sohlbank - Wirtschaftsgebäude: Putzbau mit Fachwerk-Drempel | 09257158 |
| Weitere Bilder                          | Rittergut Störmthal (Sachgesamtheit) | LPG-Hof 1, 2, 4 (Rödgener Straße 3, Rosengang 3) (Karte) | Nach 1693 (Rittergut); um 1700 (Gutspark) | Sachgesamtheit Rittergut Störmthal, mit folgenden Einzeldenkmalen: Schloss (Anschrift Rosengang 3, 09257153), Verwalterhaus und ehemalige Brennerei (Anschrift LPG-Hof 4, 09257154) eines Rittergutes sowie Gutspark (Gartendenkmal) und mit folgendem Sachgesamtheitsteil: drei ehemalige Wirtschaftsgebäude (Anschrift LPG-Hof 1, 2 und 4), ehemaliges Gärtnerhaus, Mauerrest eines ehemaligen Wirtschaftsgebäudes (südlich LPG-Hof 1) sowie Rest der Einfriedungsmauer des ehemaligen Wirtschaftsgarten (westlich Rödgener Straße 3); bau- und ortsgeschichtlich von Bedeutung, im Kern barocke Anlage [Störelemente, Neubauten: Rödgener Straße 1 und Rosengang 2] - Schloss: 1693 erbaut, 1786 mit zwei Seitenflügeln versehen, 1790 Umgestaltung der Fassade - Gutspark: - Geschichte: wahrscheinlich bald nach der Errichtung des Schloss (1693) entstanden, dazu gehörten auch ein Tiergarten und sieben Fischteiche, Anfang des 19. Jahrhunderts Umgestaltung zum Landschaftspark, ehemals mit einem Tempel sowie mit einer Ermitage (erbaut 1802) ausgestattet (vgl. Gurlitt), Verlust von Parkflächen im Südwesten der Anlage durch Tagebau seit den 1960er Jahren - Bauliche Schutzgüter: - Gebäude: Schloss, Verwalterhaus (Einzeldenkmale), drei ehemalige Wirtschaftsgebäude und Mauerreste eines weiteren Wirtschaftsgebäudes (Sachgesamtheitsteile) - Einfriedung: Gartenmauer aus Ziegelmauerwerk auf Flurstück 420/2 (Sachgesamtheitsteil) - Erschließung: Wegesystem nur noch in Rudimenten vorhanden - Wasserelemente: ehemaliger Fischteich im Süden der Anlage heute noch als offener Wiesenraum vorhanden - Vegetation: alter Baumbestand, unter anderem Platanen (Platanus x hispanica), Blut-Buche (Fagus sylvatica f. purpurea), Rosskastanien (Aesculus hippocastanum), Winter-Linden (Tilia cordata), Stiel-Eichen (Quercus robur), Spitz-Ahorn (Acer platanoides) und riesiger Hochstubben (Buche), Gruppe aus drei Rosskastanien (Aesculus hippocastanum) südlich des Schlosses - Sonstige Schutzgüter: - Bodenrelief: hügelartige Erhebung südöstlich des Sportplatzes (bereits auf den Meilenblättern von 1802 verzeichnet) - Blickbeziehungen: ehemalige Blickbeziehungen vom Schloss Richtung Westen über offene Wiesenräume und Allee in die Landschaft beziehungsweise Richtung Osten über Allee in die Landschaft heute gestört (beide Alleen heute nicht mehr vorhanden) | 09303080 |
| Direkt Bild zu diesem Denkmal hochladen | Verwalterhaus (Nr. 4) und ehemalige Brennerei (Nr. 4 gegenüber) des Rittergutes (Einzeldenkmal der Sachgesamtheit 09303080)                                    | LPG-Hof 4 (Karte)                                        | 1. Hälfte 19. Jahrhundert | Einzeldenkmal der Sachgesamtheit Rittergut Störmthal; Putzbau mit alten Fenstern und Türen, ehemaliges Verwalterhaus des Schlosses Störmthal, bau- und ortsgeschichtlich von Bedeutung. Zwei Geschosse, sieben asymmetrische Achsen, Halbwalmdach, profiliertes Traufgesims, alte Fenster und Türen. | 09257154 |
| Direkt Bild zu diesem Denkmal hochladen | Gasthof Störmthal | Rödgener Straße 8 (Karte)                                | Im Kern 18. Jahrhundert | Massivlehmbau mit Krüppelwalmdach, Gebäude von ortsgeschichtlicher Bedeutung, vielleicht einst mit Fachwerkobergeschoss | 09258144 |
| Weitere Bilder                          | Schloss mit zwei angebauten Seitenflügeln (Einzeldenkmal der Sachgesamtheit 09303080)                                                                          | Rosengang 3 (Karte)                                      | 1693 | Einzeldenkmal der Sachgesamtheit Rittergut Störmthal; bau- und ortsgeschichtlich von Bedeutung, barocke Anlage von erheblicher künstlerischer Bedeutung. - Mitteltrakt (1693): zwei Geschosse, drei Achsen, Mansardwalmdach, Mansardfenster mit segmentbogigen, profililierten Stürzen, profiliertes Traufgesims, Mittelrisalit, drei Geschosse, Dreiecksgiebel, Pilastergliederung, geohrte Fensterrahmung, ehem. Gartenportal mit Freitreppe zugesetzt, flankiert von Pilastern, die ein Gebälk tragen, Reste der Putzgliederung im Mittelrisalit, seitlich zum Teil aufwendig profilierte Stabwerk-Fenstergewände, im Kern von 1693, Fassade 1790 erneuert, auf der Gartenseite Pilaster und Putzspiegel sowie Giebelschmuck mit Wappenkartuschen weitgehend verloren im Inneren laut Literatur vierläufiges Treppenhaus mit schmiedeeisernem Geländer (vgl. A. Schwarz, Schlösser um Leipzig, 1993, S. 180) - Seitenflügel: 1786, eingeschossig, Satteldach, Putzfassade, einfache Fensterrahmung, hofseitig schon um 1300 erwähnter Herrensitz, im 18. Jahrhundert im Besitz der Familie von Fullen und der Grafen Vitzthum von Eckstädt. | 09257153 |

## Ehemalige Denkmäler

### Ehemaliges Denkmal (Dreiskau-Muckern)
| Bild                                    | Bezeichnung                     | Lage                     | Datierung | Beschreibung | ID       |
| --------------------------------------- | ------------------------------- | ------------------------ | --------- | --- | -------- |
| Direkt Bild zu diesem Denkmal hochladen | Wohnstallhaus eines Bauernhofes | An der Kirche 21 (Karte) | Um 1800   | Wohnstallhaus ortstypischer Fachwerkbau aus der Zeit um 1800, baugeschichtlich von Bedeutung. Fachwerk-Obergeschoss, Krüppelwalmdach, zwei Geschosse, Fachwerk mit Ziegelausfachung, alter Dachstuhl, alte Biberschwanzdeckung, Holzfensterstöcke, Fenster alt, Sandsteinsohlbänke, Ziegelausfachung-Klosterformat, Wohnhaus mit Keller, Erdgeschoss aus Lehm (massiv), Stall mit preußischer Kappe, Keller, ehemals gut erhaltene Wäschemangel im Seitengebäude. Die vorliegende Wäschemangel ist eine vermutlich zwischen 1800 und 1830 gefertigte Kastenmangel, deren Steinkasten mittels Handkurbel, Schwungrad, Zahnradgetriebe, hölzerner Welle und Kette in Bewegung versetzt und die auf den darunterliegenden Holzrollen aufgewickelte Wäsche geglättet werden konnten. Sie gehört zu den frühesten Wäschemangeln, die sich in Sachsen erhalten haben, und ist daher ein bedeutendes Sachzeugnis für den Beginn einer technologischen Entwicklung, nämlich der allmählichen Mechanisierung der Hauswirtschaft seit etwa dem Beginn des 19. Jahrhunderts. Zudem liegt hier offenbar im Unterschied zu anderen erhaltenen Kastenmangeln aus Fabrikfertigung noch eine Zimmererarbeit vor, was den besonderen Wert der Konstruktion unterstreicht. Neben der technikgeschichtlichen Bedeutung der Kastenmangel ist weiterhin die hauswirtschaftsgeschichtliche Bedeutung aufzuführen, da an ihr noch heute der mühevolle Arbeitsvorgang des Wäscherollens ablesbar bleibt. Ebenso hat sie in ihrer Funktion als Mangel für die Bevölkerung des Ortes auch eine ortsgeschichtliche Bedeutung. Neben dem Seltenheitswert der Kastenmangel sowie der wissenschaftlich-dokumentarischen Bedeutung darf schließlich auch der große Erinnerungswert einer solchen Kastenmangel nicht außer Acht gelassen werden. 2012 Seitengebäude Ruine und zum Teil eingestürzt, Wäschemangel nicht zu sehen, daher als Abbruch verzeichnet. Wohnstallhaus zwischen 2015 und 2020 abgerissen. | 08970428 |

### Ehemaliges Denkmal (Störmthal)
| Bild                                    | Bezeichnung                | Lage                  | Datierung                 | Beschreibung | ID       |
| --------------------------------------- | -------------------------- | --------------------- | ------------------------- | --- | -------- |
| Direkt Bild zu diesem Denkmal hochladen | Wohnhaus eines Bauernhofes | Dorfstraße 59 (Karte) | 1. Hälfte 19. Jahrhundert | Putzbau mit Satteldach und zwei Rundbogenfenster im Giebel, baugeschichtlich von Bedeutung. Zwei Geschosse, Putzfassade, Satteldach, zwei Rundbogenfenster im Giebel, zum Teil profilierte Fensterrahmungen, Fenster zum Teil alt. Zwischen 2017 und 2024 aus der Denkmalliste gestrichen. | 09257159 |

## Tabellenlegende
- Bild: Bild des Kulturdenkmals, ggf. zusätzlich mit einem Link zu weiteren Fotos des Kulturdenkmals im Medienarchiv Wikimedia Commons. Wenn man auf das Kamerasymbol klickt, können Fotos zu Kulturdenkmalen aus dieser Liste hochgeladen werden:
- Bezeichnung: Denkmalgeschützte Objekte und ggf. Bauwerksname des Kulturdenkmals
- Lage: Straßenname und Hausnummer oder Flurstücknummer des Kulturdenkmals. Die Grundsortierung der Liste erfolgt nach dieser Adresse. Der Link (Karte) führt zu verschiedenen Kartendiensten mit der Position des Kulturdenkmals. Fehlt dieser Link, wurden die Koordinaten noch nicht eingetragen. Sind diese bekannt, können sie über ein Tool mit einer Kartenansicht einfach nachgetragen werden. In dieser Kartenansicht sind Kulturdenkmale ohne Koordinaten mit einem roten bzw. orangen Marker dargestellt und können durch Verschieben auf die richtige Position in der Karte mit Koordinaten versehen werden. Kulturdenkmale ohne Bild sind an einem blauen bzw. roten Marker erkennbar.
- Datierung: Baubeginn, Fertigstellung, Datum der Erstnennung oder grobe zeitliche Einordnung entsprechend des Eintrags in der sächsischen Denkmaldatenbank
- Beschreibung: Kurzcharakteristik des Kulturdenkmals entsprechend des Eintrags in der sächsischen Denkmaldatenbank, ggf. ergänzt durch die dort nur selten veröffentlichten Erfassungstexte oder zusätzliche Informationen
- ID: Vom Landesamt für Denkmalpflege Sachsen vergebene, das Kulturdenkmal eindeutig identifizierende Objekt-Nummer. Der Link führt zum PDF-Denkmaldokument des Landesamtes für Denkmalpflege Sachsen. Bei ehemaligen Kulturdenkmalen können die Objektnummern unbekannt sein und deshalb fehlen bzw. die Links von aus der Datenbank entfernten Objektnummern ins Leere führen. Ein ggf. vorhandenes Icon  führt zu den Angaben des Kulturdenkmals bei Wikidata.